# Timo Maas
Timo Maas, född 27 juli 1969 i Hannover, Västtyskland, är en tysk DJ specialiserad på trance och techtrance.

## Diskografi
- Music For The Maases (2000)
- Loud (2002)
- Music For The Maases 2 (2003)
- Pictures (2005)
- Subtellite (2008)
- Mutant Clan: Perfect Place (2009)
- Mutant Clan: Parallel World (2009)